# Webershaus
Webershaus ist eine Ortslage im Norden der bergischen Großstadt Wuppertal.

## Lage und Beschreibung
Die Ortslage liegt im Norden des Wohnquartiers Uellendahl-Ost im Stadtbezirk Uellendahl-Katernberg auf einer Höhe von 273 m ü. NHN an der gleichnamigen Stichstraße Webershaus, die von der Straße Westfalenweg abzweigt. 
Weitere benachbarte Orte sind die Höfe und Ortslagen Woltersberg, Sonnenblume, Grünenbaum, Neuensonnenschein, Am Neuen Sültekop, Soltenkopf, Neuenbaum und das unmittelbar benachbarte Untere Sonnenblume.

## Etymologie und Geschichte
Das Webershaus leitet sich wahrscheinlich von dem Personen- oder Familiennamen Weber ab. In der lokalen Mundart wurde der Ort auch als Wewershuus oder Geilenberg bezeichnet.
Im 19. Jahrhundert gehörte Webershaus zu den Außenortschaften der Bauerschaft und der Kirchengemeinde Dönberg in der Bürgermeisterei Hardenberg, die 1935 in Neviges umbenannt wurde. Damit gehörte es von 1816 bis 1861 zum Kreis Elberfeld und ab 1861 zum alten Kreis Mettmann. Der Ort lag damals direkt an der Grenze der Bauerschaft zur Uellendahler Rotte der Oberbürgermeisterei Elberfeld.
Der Ort ist auf der Preußischen Uraufnahme von 1843 als Geilenberg und auf dem Wuppertaler Stadtplan von 1930 als Webershaus eingezeichnet.
Im Gemeindelexikon für die Provinz Rheinland von 1888 werden für Webershaus zwei Wohnhäuser mit 32 Einwohnern angegeben.
Südlich von Webershaus verlief ein Kohlenweg von Sprockhövel nach Elberfeld, der heutige Westfalenweg, auf dem im ausgehenden 18. Jahrhundert und in der ersten Hälfte des 19. Jahrhunderts Steinkohle von den Zechen im südlichen Ruhrgebiet zu den Fabriken im Wuppertal transportiert wurde, das in dieser Zeit das industrielle Herz der Region war.
Mit der Kommunalreform von 1929 wurde der südliche Teil Dönbergs von Neviges abgespalten und mit weiteren, außerhalb von Dönberg liegenden Nevigeser Ortschaften in die neu gegründete Stadt Wuppertal eingemeindet, so auch Webershaus. Nördlich von Webershaus verlief bis 1975 die Stadtgrenze zwischen Wuppertal und Neviges, südlich davon bis 1929 die von Neviges zu Elberfeld. Durch die nordrhein-westfälische Gebietsreform kam Neviges mit Beginn des Jahres 1975 zur Stadt Velbert und das restliche Dönberg wurde ebenfalls in Wuppertal eingemeindet. Dadurch verlor Webershaus seine Grenzlage.